# Википедија на луксембуршком језику
Википедија на луксембуршком језику је верзија Википедије на луксембуршком језику, слободне енциклопедије, која данас има 65.113 чланака и заузима на листи Википедија 54. место.